# 早口言葉
早口言葉（）は、一定の言葉をできるだけ速く、よどみなく、誤りなく読み上げる言語遊戯。また、それに用いる語句や文章。
日本語以外にも、英語の "She sells seashells by the seashore."（彼女は海岸で貝殻を売っている）など、早口言葉は多数あり、世界中の各言語にこのような言葉遊びの習慣がある。

## 日本の早口言葉
日本の早口言葉には、発音しにくい言葉を選ぶものと、発音よりも速度を重視するものの2種類がある。前者は舌もじりとも呼ばれる。舌もじりは上手く言える者と言えない者がはっきりしており、様々なバリエーションが生まれた。
江戸時代には、舌もじりが享保3年（1713年）の市川團十郎の外郎売の口上に用いられたり、俳諧や浄瑠璃、黄表紙などに採用されたりしていた。
現代では、アナウンサーや俳優など、人前で話す職業に従事する人が滑舌を鍛える発声トレーニングに用いることもある。
代表的に知られているものを例として挙げる。
- 生麦生米生卵[3]

なまむぎなまごめなまたまご
- 東京特許許可局[4]（そのような官庁や部局は実在せず[5]、架空の機関である。特許は許可を受けるのではなく、特許庁により認定されるもの[6][注 1]）

とうきょうとっきょきょかきょく
- 蛙ピョコピョコ三ピョコピョコ、合わせてピョコピョコ六ピョコピョコ[7]

かえるぴょこぴょこみぴょこぴょこあわせてぴょこぴょこむぴょこぴょこ
- 新進シャンソン歌手総出演新春シャンソンショー（「新進歌手新春シャンソンショー」、「新春シャンソンショー」とも）[8]

しんしんしゃんそんかしゅそうしゅつえんしんしゅんしゃんそんしょー
- 隣の客はよく柿食う客だ[9]

となりのきゃくはよくかきくうきゃくだ
- 赤巻紙、青巻紙、黄巻紙[9]

あかまきがみ、あおまきがみ、きまきがみ
- 坊主が屏風に上手に坊主の絵を描いた[10]

ぼうずがびょうぶにじょうずにぼうずのえをかいた
- 東京特許許可局
- 蛙ピョコピョコ…
- 赤巻紙、青巻紙、黄巻紙
- 坊主が屏風に上手に坊主の絵を描いた

## 英語の早口言葉
英語では通常「タング・トゥイスター (tongue-twister)」と呼ばれていて、多くが伝えられている。以下の3つはマザー・グースより引用。
- She sells sea shells by the seashore.（彼女は海岸で海の貝殻を売っている。）
The shells she sells are surely seashells.（彼女が売っている貝殻は、きっと海の貝殻だ。）
So if she sells shells on the seashore,（だから彼女がもし海岸で海の貝殻を売っているのなら、）
I'm sure she sells seashore shells.（貝殻はきっと海岸の貝殻だ。）
- Peter Piper picked a peck of pickled peppers.（Peter Piperは1ペックの酢漬けの唐辛子をつまんだ。）
A peck of pickled peppers Peter Piper picked.（Peter Piperがつまんだ1ペックの酢漬けの唐辛子。）
If Peter Piper picked a peck of pickled peppers,（もしPeter Piperが酢漬けの唐辛子を1ペックつまんだら、）
how many pickled peppers did Peter Piper pick?（Peter Piperはいくつ酢漬けの唐辛子をつまんだでしょう?）
- Betty Botter bought some butter.（Betty Botterはバターを買った。）
"But," she said, "the butter's bitter.（彼女は「だけどバターが苦いわ」と言った。）
If I put it in my batter,（「もし生地に入れたら、）
It will make my batter bitter.（生地が苦くなってしまう。）
But a bit of better butter,（だけどもう少しいいバターがあったら）
That would make my batter better."（生地が良くなるでしょうね」。）
So she bought a bit of butter.（だから彼女は少しバターを買った。）
Better than her bitter butter.（彼女の苦いバターよりも良いバターを。）
And she put it in her batter.（そして生地にそれを入れた。）
And the batter was not bitter.（生地は苦くならなかった。）
So It was better Betty Botter（だからいいことにBetty Botterは）
Bought a bit of better butter. （もっといいバターを少し買った。）

## 早口言葉を題材にした作品
日本語
- かむかもしかもにどもかも!（MONO NO AWAREの楽曲。NHK『みんなのうた』使用曲）[11]
- ドリフの早口ことば（ザ・ドリフターズの楽曲。『8時だョ!全員集合』のコーナーなどで使用）

### 注
1. ↑  「東京特許許可局」が特許を認定する、という設定のテレビドラマが存在する。東京特許許可局 (テレビドラマ)を参照。